# 탱크 걸
《탱크 걸》(영어: Tank Girl)은 1995년 레이철 탤럴레이가 연출한 미국의 종말물 SF 영화이다. 앨런 마틴과 제이미 휼릿이 지은 동명 코믹 스트립에 기반해 만들어졌다. 포스트 아포클립스가 배경인 이 원작 만화는 1988년 영국 만화 잡지 "데드라인"에서 연재를 시작했으며 성인 독자를 대상으로 한다. 로리 페티가 반영웅 주인공 탱크 걸 역을 맡았으며, 그 외에 나오미 와츠, 아이스티, 맬컴 맥다월 등이 출연하였다.
개봉 당시 박스 오피스 봄이었으나 컬트 영화로 자리 잡았으며 여성주의 영화로서 주목 받고 있다. 그레이엄 리벌이 작곡을 맡고 코트니 러브가 기존 곡을 선별 구성한 사운드트랙도 호평을 받았다.

## 줄거리
혜성이 지구를 강타한 궤멸적 사건에서 비롯한 가뭄이 전 세계에서 이어진지 11년째가 되는 2033년. 케슬리가 이끄는 사악한 기업 "워터 앤드 파워(W&P)"는 물 공급을 독점하여 인류를 지배한다.
황무지로 변해버린 오스트레일리아 아웃백에 사는 리베카 "탱크 걸" 벅은 W&P 통제를 받지 않는 마지막 우물을 운용하는 공동체 소속이다. 어느 날 W&P 부대가 이 공동체를 급습해 남자친구 리처드를 죽이고 탱크 걸을 납치한다.
W&P에서 고문을 당하던 탱크 걸은 소심한 제트기 정비공 제트 걸을 만나 함께 도망친 뒤 인간과 캥거루 유전자를 섞어 개조한 초인 병사들인 리퍼들과 힘을 합쳐 케슬리에게 대항한다.

## 출연
- 로리 페티 - 리베카 "탱크 걸" 벅 역
- 나오미 와츠 - 제트 걸 역
- 맬컴 맥다월 - 케슬리 역
- 아이스티 - 티세인트, 리퍼 역
- 브라이언 위머 - 리처드 역
- 앤 큐잭 - 서브 걸 역
- 이기 팝 - 랫 페이스, 소아성애자 역
- 앤 매그너슨 - "더 마담", 윤락업소 리퀴드 실버 주인 역
- 제프 코버 - 부가, 리퍼 역
- 스콧 코피 - 도너, 리퍼 역
- 레지 E. 캐시 - 디티, 리퍼 대장 역
- 제임스 홍 - 체이차이, 재건 전문 인공두뇌 외과의 역
- 돈 하비 - 스몰 병장, 제트 걸을 성희롱하는 역
- 더그 존스 - 리퍼 역
- 리처드 시프 - 참호 안 부대원 역

## 기타 제작진
- 미술: 캐서린 하드윅
- 의상: 아리앤 필립스
- 특수 효과: 스탠 윈스턴 스튜디오

## 음악

### 사운드트랙
Tank Girl – Original Soundtrack
| #            | 제목                                | 음악가                   | 재생 시간 |
| ------------ | ----------------------------------- | ------------------------ | --------- |
| 1.           | 〈Ripper Sole〉                     | 스톰프!                  | 1:42      |
| 2.           | 〈Army of Me〉                      | 비외르크                 | 3:56      |
| 3.           | 〈Girl U Want〉                     | 디보                     | 3:51      |
| 4.           | 〈Mockingbird Girl〉                | 더 매그니피선트 바스터즈 | 3:30      |
| 5.           | 〈Shove〉                           | L7                       | 3:11      |
| 6.           | 〈Drown Soda〉                      | 홀                       | 3:50      |
| 7.           | 〈Bomb〉                            | 부시                     | 3:23      |
| 8.           | 〈Roads〉                           | 포티스헤드               | 5:04      |
| 9.           | 〈Let's Do It, Let's Fall in Love〉 | 조앤 젯과 폴 웨스터버그  | 2:23      |
| 10.          | 〈Thief〉                           | 벨리                     | 3:12      |
| 11.          | 〈Aurora〉                          | 버루카 솔트              | 4:03      |
| 12.          | 〈Big Gun〉                         | 아이스티                 | 3:54      |
| 총 재생 시간 | 총 재생 시간                        | 총 재생 시간             | 41:58     |

### 그 외 삽입곡
- "B-A-B-Y" - 레이철 스위트
- "Big Time Sensuality" - 비외르크
- "Blank Generation" - 리처드 헬 앤드 더 보이도이즈
- "Disconnected" - 페이스 투 페이스
- "Shipwrecked" - 스카이 크라이스 메리
- "Theme from Shaft" - 아이작 헤이스
- "2¢" - 베어울프
- "Wild, Wild, Thing" - 이기 팝

## 영향
애브릴 러빈의 2013년 뮤직 비디오 "Rock n Roll"가 이 영화를 오마주하였다.

## 우리말 녹음
MBC 성우진 (2000년 2월 20일)
- 이선주 - 리베카 (로리 페티)
- 박영희 - 제트걸 (나오미 와츠)
- 김관철 - 티세인트 (아이스티)
- 김용식 - 케슬리 (맬컴 맥다월)
- 이철용 - 부가 (제프 코버)
- 권혁수 - 디티 (레지 E. 캐시)
- 이종혁 - 스몰 (돈 하비)
- 송준석 - 도너 (스콧 코피)
- 박선영 - 샘 (스테이시 린 램사워)
- 엄현정 - 의사 (로즈 윗)
- 김기철
- 김용준
- 이상범
- 김서영
- 채의진

## 서적
- Barcella, Laura (2012년 7월 24일). 《The End: 50 Apocalyptic Visions From Pop Culture That You Should Know About ... Before It's Too Late》. Zest Books. ISBN 978-0-9827322-5-0.
- Mathijs, Ernest; Mendik, Xavier (2007년 12월 1일). 《The Cult Film Reader》. Open University Press. ISBN 978-0-335-21923-0. 2015년 10월 15일에 원본 문서에서 보존된 문서.